# Austria ai Giochi della XVIII Olimpiade
L'Austria partecipò ai Giochi della XVIII Olimpiade, svoltisi a Tokyo dal 10 al 24 ottobre 1964, con una delegazione di 56 atleti impegnati in 14 discipline per un totale di 54 competizioni. Portabandiera alla cerimonia di apertura fu il tiratore Hubert Hammerer, medaglia d'oro a Roma 1960, alla sua seconda Olimpiade.
Per la prima volta nella storia delle sue partecipazioni olimpiche, la squadra austriaca non conquistò nessuna medaglia.